# Canyafístula
El Canyafístula, (Cassia fistula L.) és una planta de la família Fabaceae.

## Nomenclatura

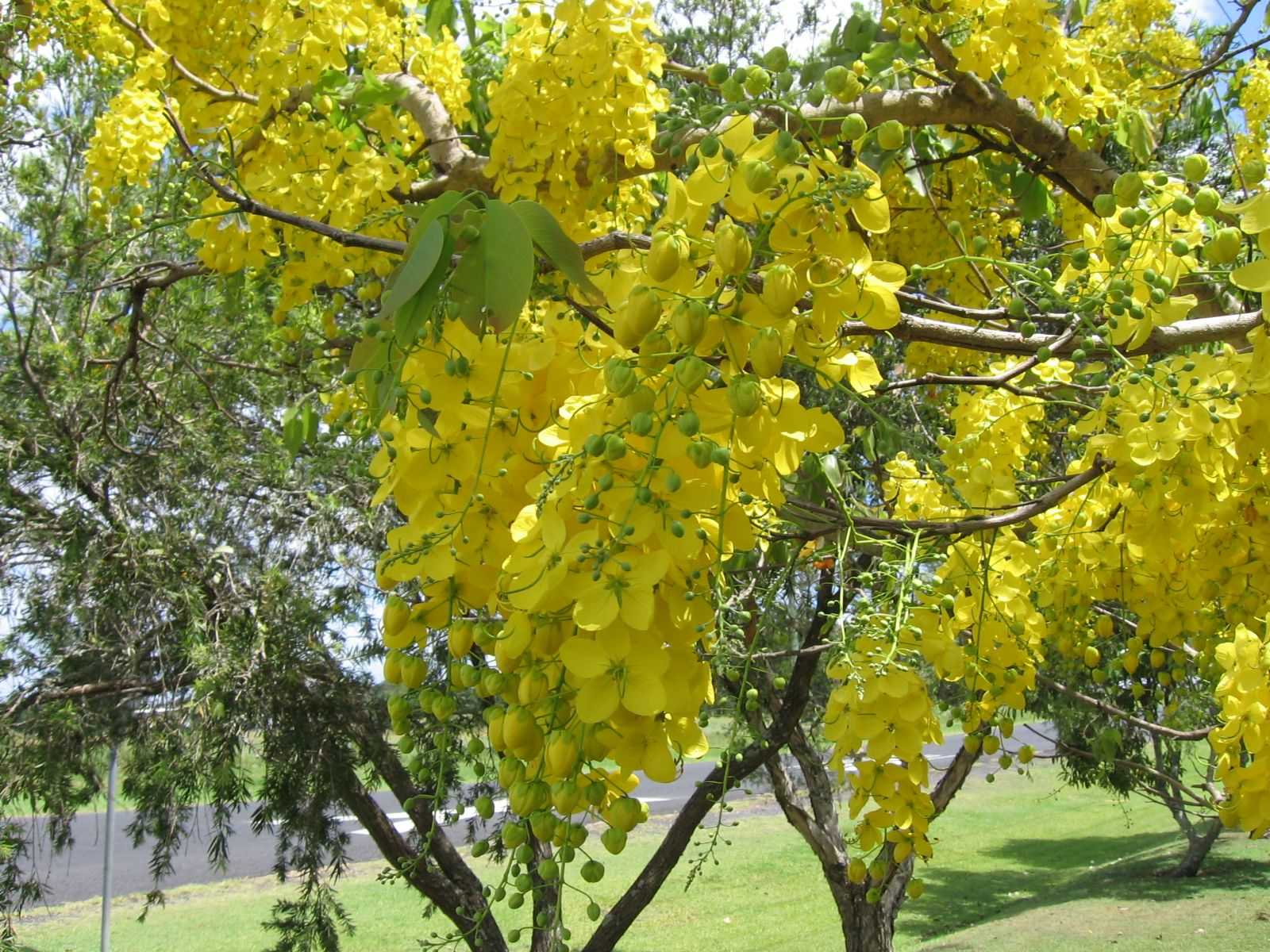
Canyafístula

El nom nom científic és Cassia fistula. Cassia es tracta d'una adaptació llatina del nom grec de la canyella (Kassía o Kasia). Fístula prové de llatí i vol dir "tub". Fa referència a la forma del fruit de la planta.
Els noms comuns i vulgars són: canya fístula, canyafístula, canyafístol, cassia purgant i laburno de l'Índia.
 

## Ecologia
Cassia Fistula és nativa d'Egipte, de l'Orient Mitjà i de la zona occidental de l'Índia.
S'ha assilvestrat a zones d'Àsia, com per exemple la Xina o Indoxina, i d'Amèrica tropical com Brasil, les Antilles…
No és comú en cap zona d'Europa sinó que, comprèn des de la zona Tropical humida fins zones subtropicals de vida forestal humides. La Cassia Fistula tolera precipitacions de 4,8 a 27,2 dm (mitjana de 96 casos = 14,2 dm), una temperatura anual de 18 a 28,5 °C (mitjana de 94 casos = 25,5 °C), i un pH de 5,5 a 8,7 (mitjana de 23 casos = 7,1).

## Descripció
Cassia fistula té una forma vital faneròfita, ja que els meristemes resten a més de 40 cm del terra. Més concretament, es tracta de macrofaneròcits, ja que tenen les gemmes persistents situades a més de 2 m d'altura.

### Dimensions
- Arbre: entre 6-20 metres d'alçada per 1 metre de diàmetre
- Fulles: entre 15-25 cm de longitud
- Flors: agrupades en raïms axil·lars de 30-80cm de llarg
- Fruit: d'uns 30 cm aproximadament i uns 2 cm de diàmetre

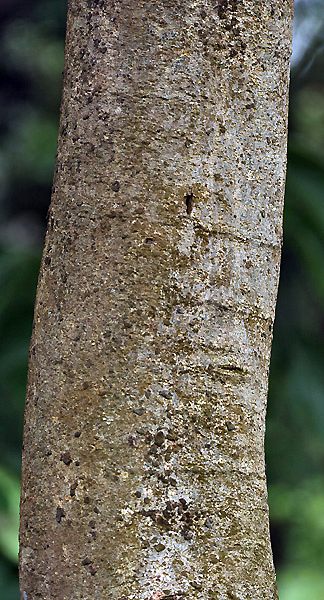
Arbre
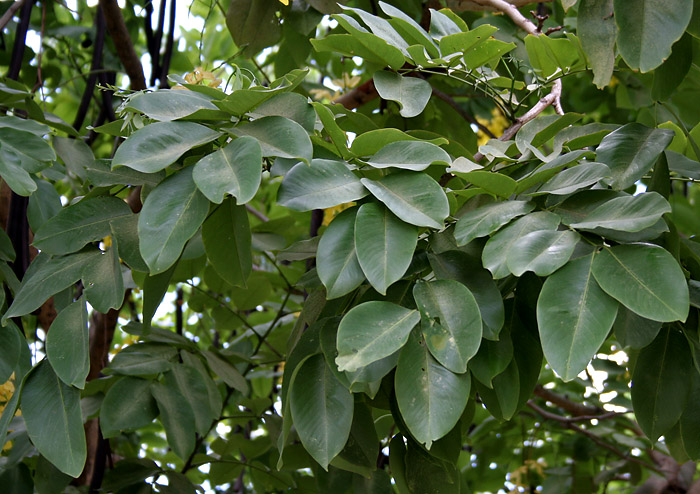
Fulles
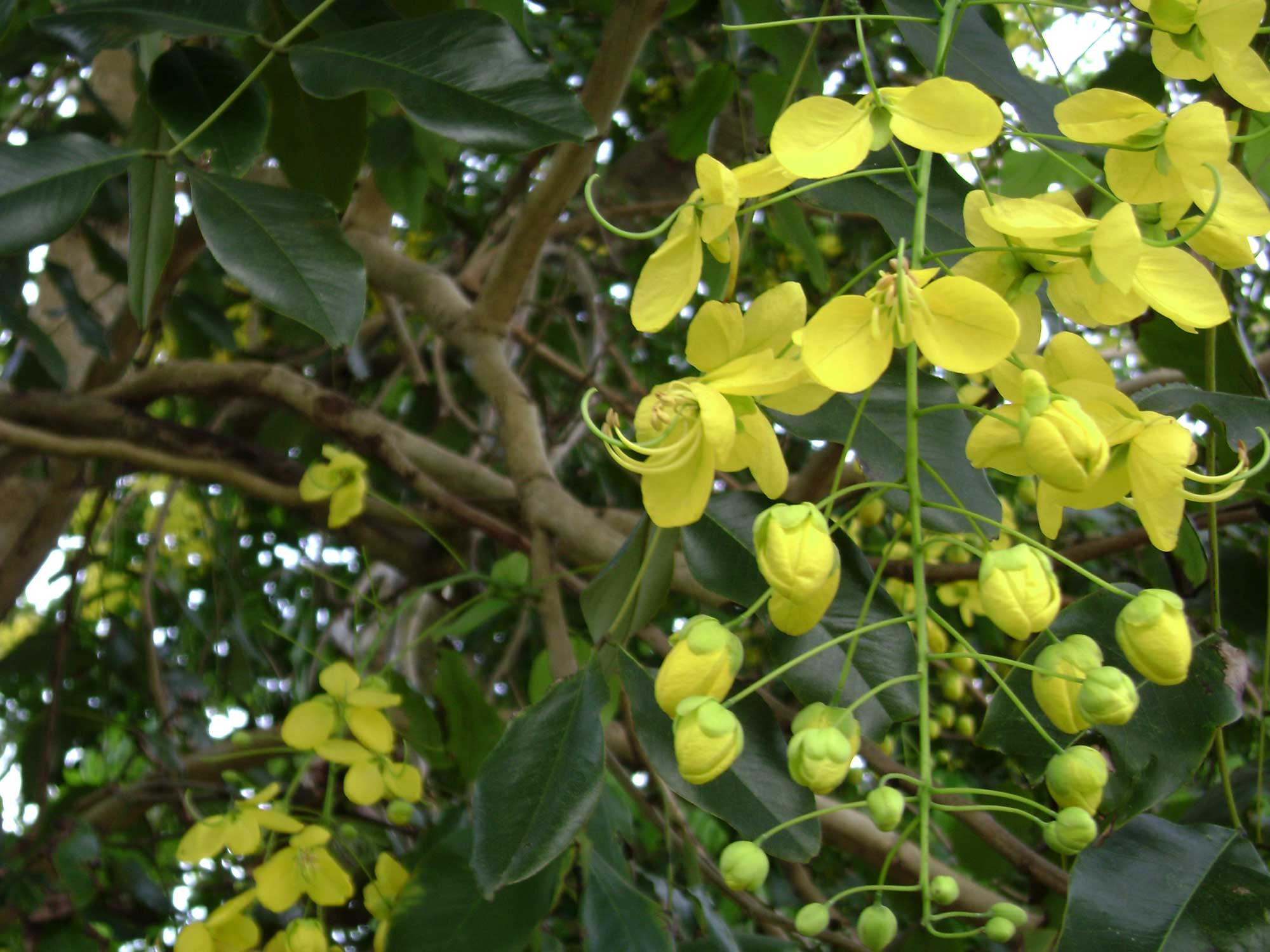
Flors
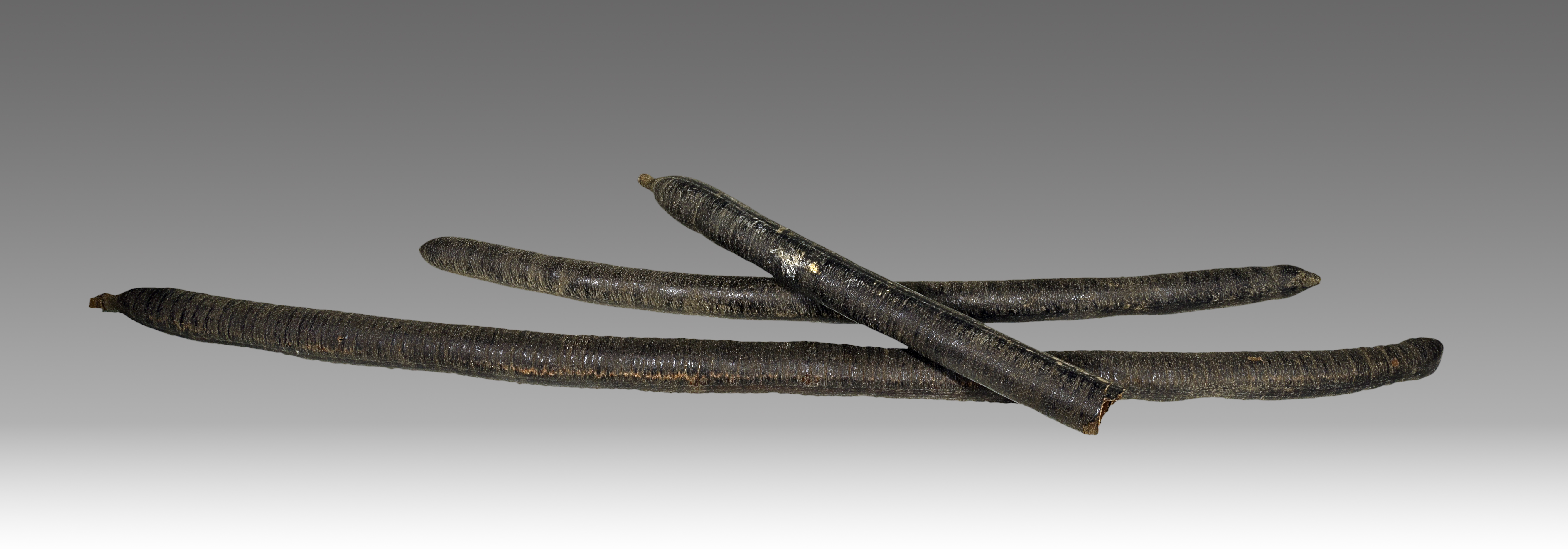
Fruit

### Òrgans vegetatius

#### Arrel

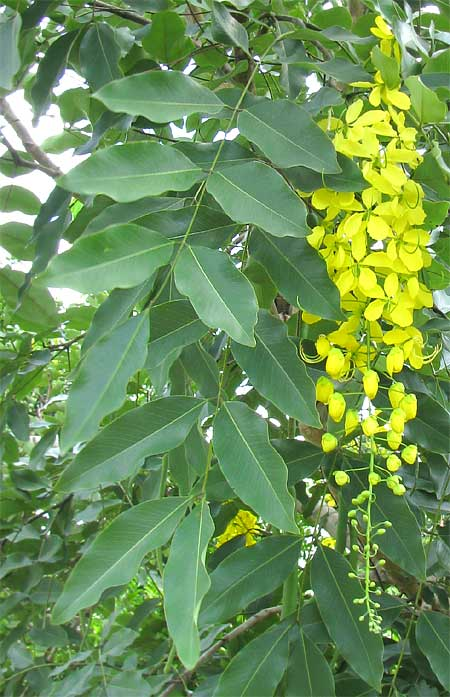
Fulles de la canyafístula

Presenta una arrel axonomorfa, caracteritzada per un eix principal més desenvolupat que els laterals i que és pròpia de les dicotiledònies.

#### Tija
Presenta una tija de tipus llenyós, és a dir, té tronc. Per tant, té consistència de llenyosa. Es tracta d'un tronc que té ramificació simpòdica, caracteritzada perquè la gemma apical actua només durant un any, i són les gemmes més pròximes a l'apical les encarregades de prolongar la tija. Quant a indument a vegades pot tenir espines. L'escorça del tronc és llisa i d'un color verd-gris quan es tracta d'una espècie jove, mentre que les escorces més velles són d'un marró fort i rugoses. Presenta un brancatge espès caracteritzat per branques caigudes, de color marró les quals són divaricades, és a dir, divergeixen segons un angle molt tancat.

#### Fulles
Té unes fulles grans compostes que presenten un marge amb divisió paripinnada amb entre 4 o 8 lòbuls. La fulla té un limbe el·líptic, l'àpex és agut i la base de forma atenuada. Quant a la disposició de les fulles damunt la tija són alternes amb nervadura pennada que s'inserten a la tija mitjançant un pecíol. Les fulles són caduques, verdes i amb estípules petites i caigudes.

#### Pilositat
Al revers de la fulla hi ha multitud de pèls platejats.

### Òrgans reproductors
Les flors de Cassia fístula són hermafrodites, és a dir, l'aparell reproductor masculí i femení es troben a la mateixa estructura floral. Quan aquestes flors són completes, estan constituïdes per fulles modificades que formen l'androceu, el gineceu i el periant. Es tracta, a més, d'una flor cíclica, és a dir, presenta les peces homòlogues als mateixos nivells de l'eix floral, essent cada nivell un verticil.
Són zigomorfes, és a dir, les parts que formen tots o alguns dels verticils (androceu, gineceu, càlix i corol·la) són desiguals i formen un o dos plans de simetria.

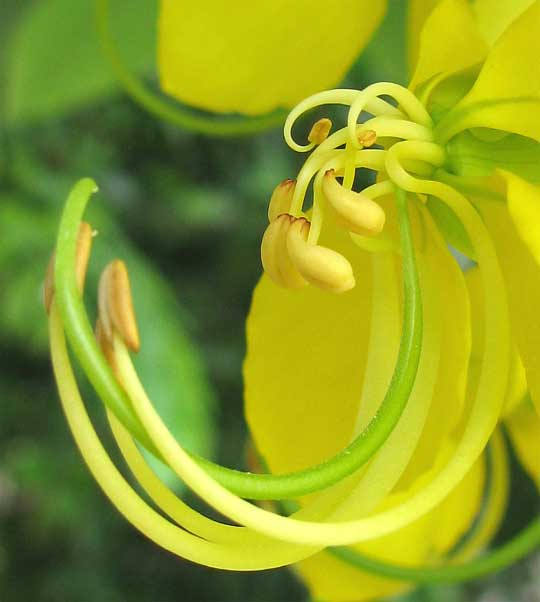
Estams de la Canyafístula

#### Androceu

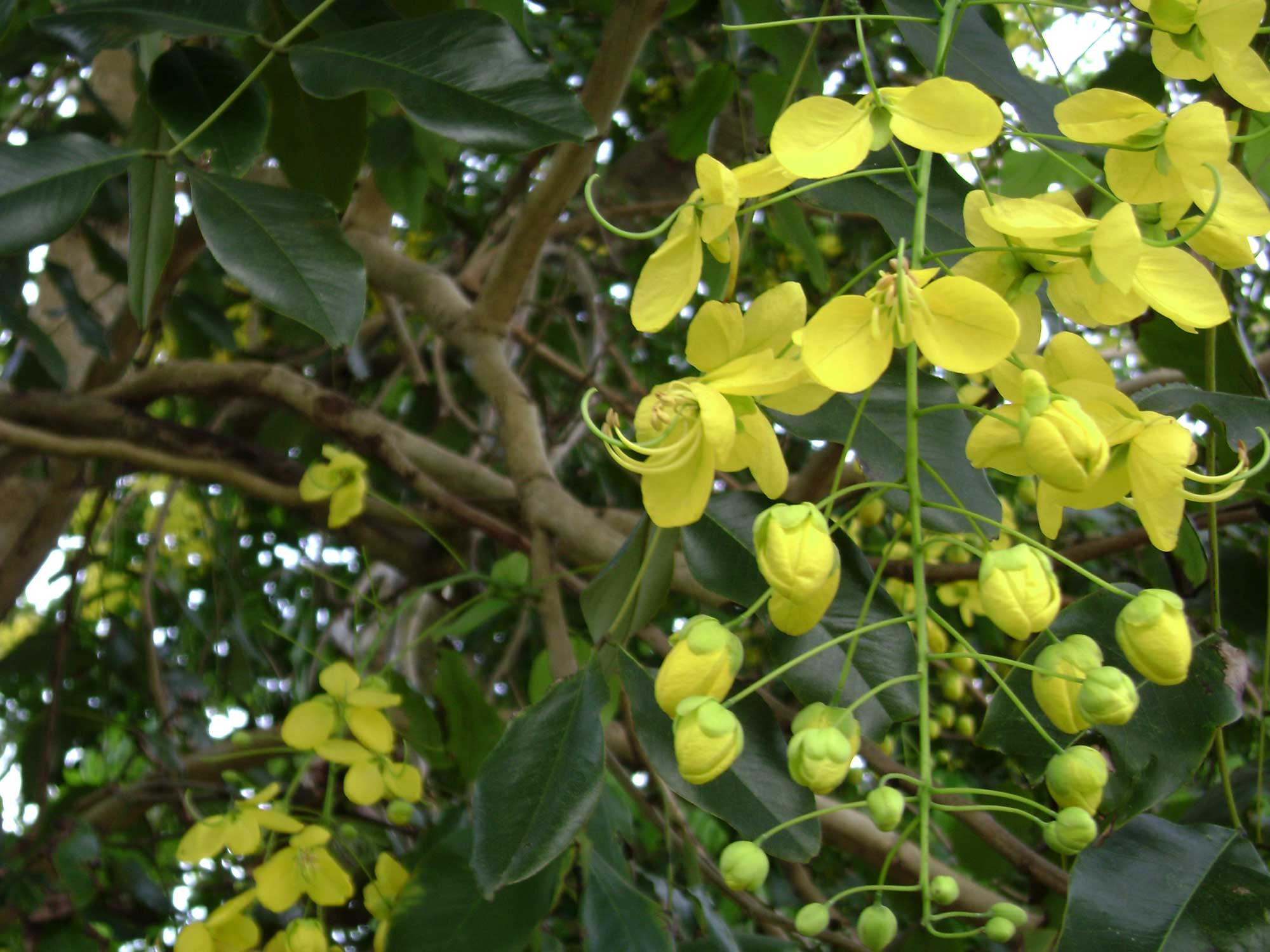
Flors de la canyafístula

L'aparell reproductor masculí constitueix una estructura anomenada androceu. Aquest inclou les estructures masculines de la flor, els estams. Els estams estan formats per una porció prima i estèril, el filament, i per una part fèrtil eixamplada, l'antera. Les anteres generalment estan formats per dues teques unides per l'anomenat connectiu. Les anteres s'obren per alliberar el pol·len, aquest procés s'anomena dehiscència.
L'androceu de Cassia fistula és format per 10 estams lliures:
- Tres estaminodis (no fèrtils)
- Cinc superiors (fèrtils)
- Dos inferiors (fèrtils)

Els estams superiors solen ser més curts que els estams inferiors. Aquests estams són monadelfs, és a dir, tots estan soldats pels filaments formant un sol grup. A més són opositipètals i opositisèpals, ja que se situen enfront tant de pètals com de sèpals.
Les anteres són basifixes, és a dir, s'uneixen al filament per la part basal. Aquests tenen dehiscència apical per porus (el pol·len surt per la part apical en forma de porus).

#### Gineceu
L'aparell reproductor femení constitueix una estructura anomenada gineceu. És format pels carpels o fulles carpel·lars, fulles profundament modificades que tanquen els primordis seminals. Formen una cavitat tancada anomenada ovari que es prolonga amunt en un bec denominat estil que sol terminar en una superfície més o menys eixamplada que s'anomena estigma. Per tant, el gineceu consta de les següents 3 parts: ovari, part eixamplada que conté òvuls; estil i estigma.
L'ovari és lliure, lineal i multi ovulat. L'estil pot tenir una longitud variable. L'estigma és truncat.
Es tracta d'un gineceu pluricarpel·lar, és a dir, amb més d'un carpel, i cenocàrpic, els carpels lliures són concrescents.

#### Periant
Presenten un periant constituït per un Calze (botànica)@calze, amb cinc sèpals d'una coloració verdosa, i una corol·la que consta de cinc pètals desiguals i de coloració grogosa: un imparell posterior, dos laterals simètrics i dos davanters simètrics.
Els dos pètals davanters, abans d'obrir-se la flor, envolten als dos laterals i aquests a la vegada envolten al posterior. La prefloració (manera de disposar-se les flors encapullades) és carinal, ja que la carina, constituïda pels 2 pètals davanters, es manté sobre els altres i els envolta.

#### Fruit

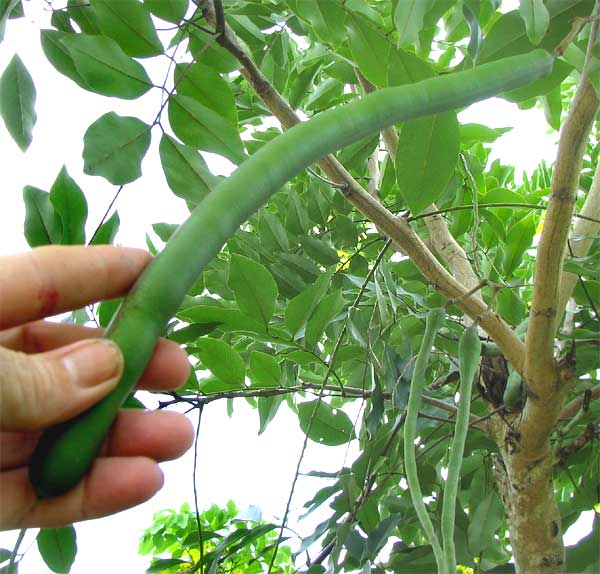
Fruit de Cassia fístula

El fruit de la Cassia fístula és una beina allargada i cilíndrica de color bru o negre d'uns 30 cm de longitud o més. És indehiscent, és a dir, a la maduresa no s'obre per alliberar les llavors El seu interior es troba paredat en diverses cel·les que contenen, a més de les llavors, una polpa negra de sabor dolç.

#### Polpa
La polpa de la Cassia fístula és utilitzada com a laxant. Conté, a més de diversos sucres i mucílags, una petita part de diversos antraquinòcins, entre els quals predomina la reïna. La polpa pot utilitzar-se diluïda amb aigua o pot ingerir-se directament.

#### Llavors
Les llavors de Cassia fístula fan de 8,3 a 9,5 mm de llarg, 6,9 a 7,7 mm d'ample i 3,2 a 4,6 mm de gruix. Tenen una massa de 0,14 a 0,23 mg. Tenen una forma ovoide, cares lleugerament aplanades i vores arrodonides. Tenen hílum (Cicatriu deixada pel funicle en separar-se de la llavor) en posició apical, igual que el micròpil (petita obertura en els teguments que es correspon amb el micròpil del primordi seminal). Té un rafe (es presenta en aquells primordis anàtrops en que queda una tira de dalt a baix que correspon a la zona on el funicle estava unit al primordi seminal) marró òxid situat a una sola cara, la ventral. Aquest és allargat des de l'extrem filar fins a l'extrem calaçal. Tenen una coberta seminal marró que pren una coloració més fosca cap al centre de la llavor. Aquesta és lleugerament rugosa, brillant, de consistència dura i pleurograma absent. Cotilèdons (fulles embrionàries, és a dir, no s'originen a partir dels borrons com passa a les fulles vertaderes o nomofil·les) plans, de color groc clar i amatents de manera obliqua.
Habitualment les llavors de les plantes llenyoses es troben sota el control d'algun mecanisme de latència que afecta la germinació. La latència és l'estat sota el qual les condicions internes de la llavor impedeixen la germinació, encara que aquestes hagin estat exposades a condicions ambientals favorables.
Les llavors de Cassia fístula han de sotmetre's a tractaments de presembra, com són la immersió en aigua calenta o en àcid sulfúric. Això es deu al fet que presenta una coberta dura que pot dificultar el procés de germinació. Existeixen tres fases fonamentals al procés de germinació de les llavors:
1. Fase d'hidratació o imbibició: consisteix en l'absorció d'aigua pels teixits de la llavor i un augment considerable a la taxa de respiració d'aquesta.
2. Fase de germinació: succeeixen profunds canvis metabòlics, es redueix considerablement l'absorció d'aigua.
3. Fase de creixement: succeeixen canvis morfològics evident com l'elongació de la radícula i es caracteritza pel constant augment en l'absorció d'aigua i la respiració.

#### Inflorescència
La Cassia fístula presenta inflorescència racemosa en penjoll.
Es denomina inflorescència a aquells sistemes de branques dels espermatòfits que estan destinats a la formació de flors i que se solen trobar més o menys clarament delimitats respecte a l'àrea vegetativa. Consten d'un eix principal anomenat raquis al qual s'uneixen o del qual es ramifiquen les bràctees, de les quals neixen les flors o inflorescències parcials. El raquis es troba unit al tall pel peduncle i cada flor està sostinguda pel [edicel. Les inflorescències racemoses són aquelles en les que els meristemes apicals dels diversos eixos mantenen la seva activitat mentre dura el creixement d'aquestes. En aquest tipus d'inflorescències totes les flors són laterals. El raquis de la inflorescència creix indefinidament mentre als costats es produeixen floracions. Els botons apicals o el centre de la inflorescència són els últims en obrir-se. El penjoll és un tipus de forma de les inflorescències racemoses.

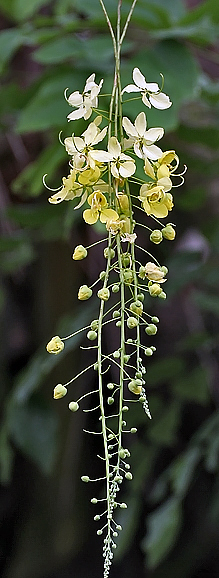
Conjunt de inflorescències de la canyafístula

## Farmacologia

### Part utilitzada
S'utilitzen la polpa dels fruits que envolta les llavors i les arrels, però és la polpa dels fruits la que actua com a droga.

### Composició química
- Antraquinones (0,15-0,3%): Apareixen compostos anàlegs als cenòcits A i B, àcid fistulínic i espècies antraquinòniques lliures com la reïna. Estigmaterol i Triptòfan

Es creu que l'acció purgant de la Cassia fistula es deu principalment a l'abundància d'1,8-dihidroxiantraquinona.
- Glúcids (50%): És molt ric en sucres senzills com la sacarosa, el que li dona un gust dolç. A més presenta polisacàrids com la pectina i els mucílags.
- Àcids orgànics: Àcid cítric.
- Esteroides: Beta-sitosterol.
- Lípids: Olis.

Composició en les parts de la cassia fistula:
- Les flors contenen alcohol ceryl, glúcids, reïna i derivats antraquinònics que quan s'hidrolitzen formen àcid fistulínic entre altres substàncies.
- Les fulles contenen reïna amb glúcids i cenòcits A i B.
- La part exterior de les arrels contenen taní (Substància astringent, molt abundant en la natura) i derivats òxids d'antraquinona.
- L'escorça conté beta-sitosterol, hexacosanol i lupeol.

### Propietats i accions farmacològiques
L'espessa i dolça polpa negra dels fruits conté diversos sucres i mucílags, a més d'una petita quantitat de derivats antraquinònics, entre els quals predomina la reïna. Aquesta mescla de principis actius permet que la polpa sigui utilitzada com un laxant suau amb un efecte purgant o irritant sobre l'intestí L'efecte del laxant es manifesta després de 24 hores de la seva ingestió. Els principis actius antraquinònics tenen un doble mode d'acció: Per començar, l'acció de les antraquinones es dona en el colon. Augmenta la mobilitat intestinal per acció directa sobre les terminacions nervioses per irritació de la mucosa o per activitat intraneuronal sobre el plexe nerviós. També incrementa la secreció del clorur, disminuint l'absorció de líquid i electròlits en l'interior de l'intestí, el que dona lloc a un augment de la pressió en l'intestí i l'acció laxant. D'altra banda, inhibeix l'activitat sodi/potassi ATPàssica i provoca una disminució de la reabsorció d'aigua, sodi i clor, així com un augment de la secreció de potassi a nivell de la mucosa intestinal. Després, les pectines, mucílags i altres glúcids, augmenten la pressió osmòtica en l'interior de l'intestí, el que produeix un augment del volum dels excrements, que a més són tous. Això promou el peristaltisme i confereix l'efecte laxant mecànic. En aquest procés, també poden estar implicats altres mecanisme com són l'estimulació de la síntesi de prostaglandina E2, un mecanisme depenent del calci; o una estimulació de receptors d'histamina i serotonina. Així doncs, s'utilitza per pal·liar estrenyiment sobretot en nens i gent gran.
A més s'usa contra la febre, l'artritis, malalties del sistema nerviós, contra hemorràgies o altres malalties relacionades amb la sang, així com en l'àmbit cardíac.
Les arrels tenen una funció molt purgativa.
El consum d'aquesta espècie tenyeix l'orina d'un color verd-marronós.
S'ha descrit una acció antiviral, en induir l'estimulació de l'interferó i antibacteriana, front a Staphylococcus aureus, Bacillus subtilis i Escherichia coli.
També és immunomoduladora degut a l'activació de la blastogènesi dels limfòcits.

### Toxicitat
La Cassia fistula presenta menys toxicitat que altres laxants antraquinònics. La sobredosi d'aquest laxant pot conduir a la destrucció dels plexes nerviosos del còlon, causant color catàrtic, caracteritzat per un intestí gros atonit i desproveït d'haustres, d'aspecte tubular semblant al de la colitis ulcerosa de llarga duració. Freqüentment s'acompanya de melanosis rectocòlica. L'abús també pot donar lloc a diselectrolitemia, esteatorrea lleu i enteropatia amb pèrdua de proteïnes. Es poden donar vòmits.
Cal tenir en compte que les llavors són verinoses.

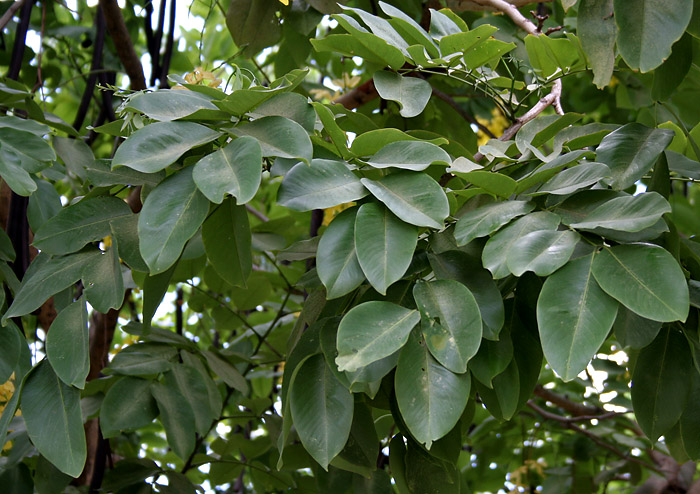
Conjunt de inflorescències de la Canyafístula

## Observacions

### Posologia
No prendre més de 3 dies seguits.
- Infusió: 10g/litre, en una tassa abans d'anar a dormir. En cas necessari, es pot prendre una altra tassa en dejuni.
- Polpa del fruit: de 4 a 8 g, actua com a laxant. Si es pren 30 g o més actua com a purgant.
- Extracte sec de la polpa: de 250 a 800 mg per dia, es pren per càpsules.

### Cultiu
Es multiplica per llavors, que han de sotmetre's a tractaments abans de sembrar-se, com ara la immersió en aigua calenta o àcid sulfúric, per tal que les llavors germinin. Viuen en ambients solejats, càlids i amb certa humitat, de manera que és millor cultivar-lo en una zona protegida, ja que no tolera les gelades.